# Sood

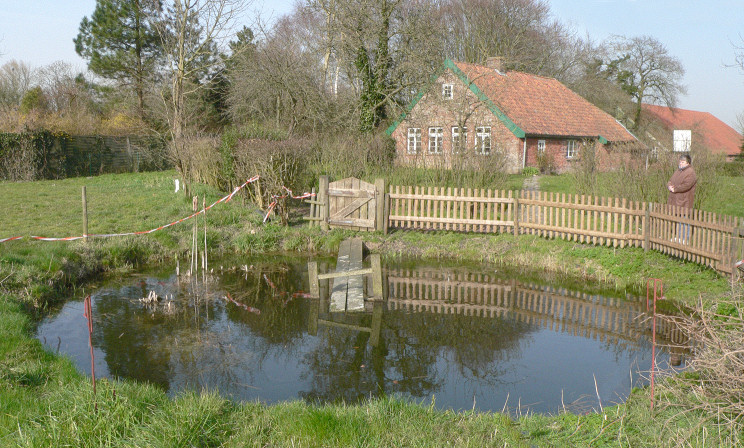
Regenwassersammelstelle auf der Warft Ziallerns

Als Sood auch Soot wird eine Zisterne auf Warften bezeichnet, in die das von den Dächern gesammelte Regenwasser geleitet wird. Früher waren die Soode mit Grassoden, später dann mit Holz oder Backsteinmauerwerk ausgekleidet. Bis 1970 war Regenwasser aus Sooden für einige Warften auf den Halligen die einzig mögliche Trinkwasserversorgung.
Auf dem Festland ist Sood das niederdeutsche Wort für einen normalen (nicht-artesischen) Brunnen.